# (4437) Iarochenko
(4437) Iarochenko est un astéroïde de la ceinture principale.

## Description
(4437) Iarochenko est un astéroïde de la ceinture principale. Il fut découvert le 10 avril 1983 à Nauchnyj par Lioudmila Tchernykh. Il présente une orbite caractérisée par un demi-grand axe de 2,41 UA, une excentricité de 0,14 et une inclinaison de 4,5° par rapport à l'écliptique.

## Compléments